# Kean (Sartre)
Kean è un'opera teatrale di Jean-Paul Sartre, portata al debutto a Parigi nel 1953.
L'opera è un adattamento dell'omonimo dramma di Alexandre Dumas ed è incentrata sulla vita dell'attore Edmund Kean. Il ruolo del grande attore inglese fu interpretato in occasione della prima da Pierre Brasseur, per cui Sartre scrisse il dramma.

## Trama
Nella Londra del XIX secolo, l'attore Edmund Kean infiamma il pubblico dentro e fuori i teatri grazie al suo straordinario talento recitativo, l'arguzia e il carisma. Inveterato dongiovanni, Kean si infatua di Eléna, la moglie dell'ambasciatore danese, che ricambia i suoi sentimenti. Quando il principe di Galles scopre dell'amore corrisposto tra i due decide di mettere alla prova Kean offrendogli una somma di denaro per rinunciare alla donna.

## Adattamenti
Dal dramma nel 1956 è stato realizzato il film italiano Kean - Genio e sregolatezza con la regia di Vittorio Gassman.